# Heftroman

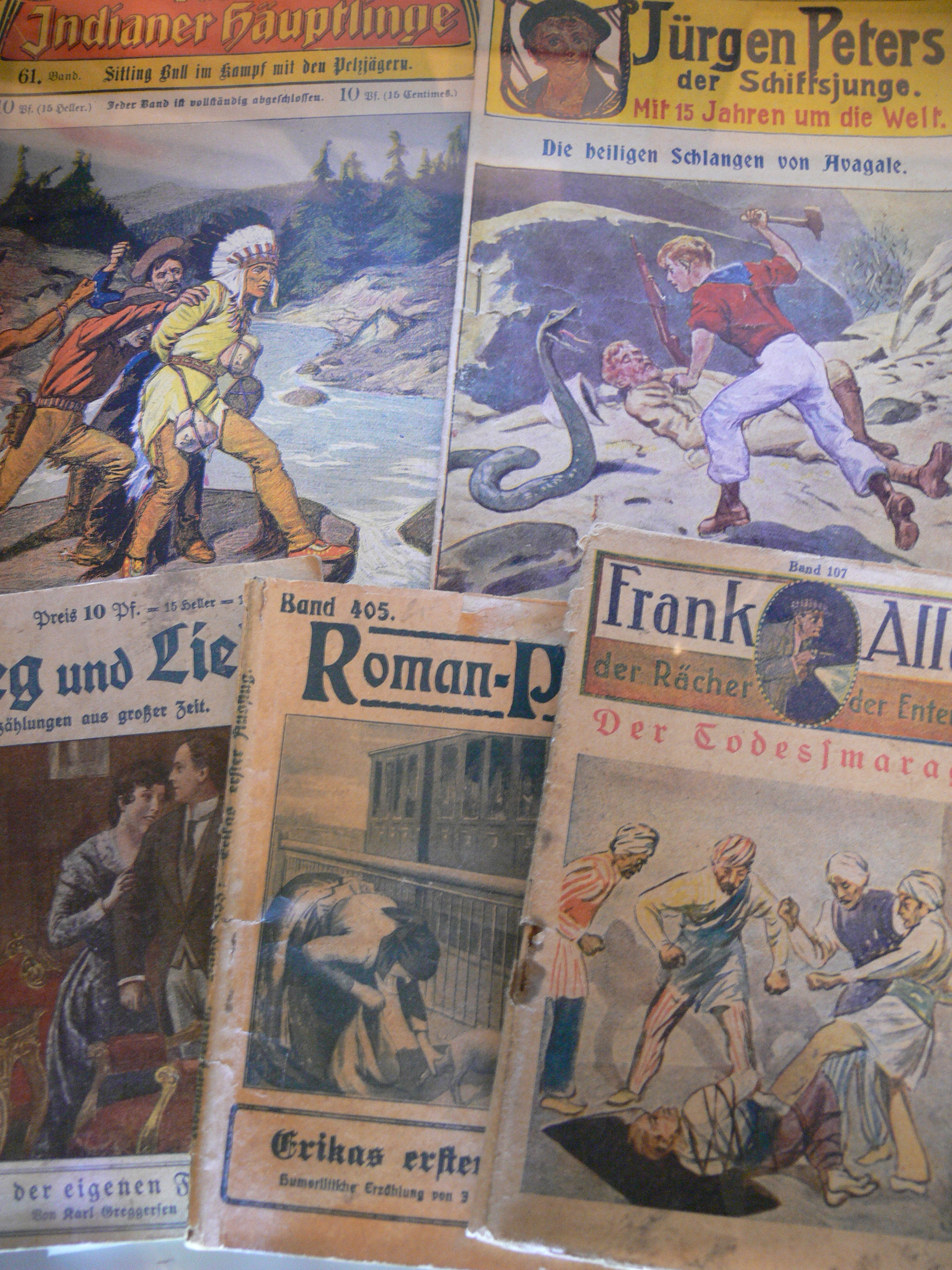
Einige deutsche Heftromane des frühen 20. Jahrhunderts

Heftroman (auch Groschenroman oder Groschenheft genannt, im Englischen Dime Novel) bezeichnet eine Form der Trivialliteratur. Es handelt sich um Romane meist im Format DIN C5 bis DIN A5, die in preisgünstiger Heftform in hohen Auflagen veröffentlicht werden und als billige Konsumware gedacht sind. Dementsprechend werden sie meist im Zeitschriftenhandel angeboten.
Die Bezeichnung Groschenhefte und Groschenroman stammt aus einer Zeit, in der sie einen oder mehrere Groschen kosteten. Heute kosten in Heftform publizierte Romane zwischen ein und fünf Euro. Das Format existiert vor allem im deutschsprachigen Raum; in den Vereinigten Staaten z. B. wird das entsprechende Marktsegment inzwischen von billigen Taschenbüchern ausgefüllt.

## Arten

### Romanheft

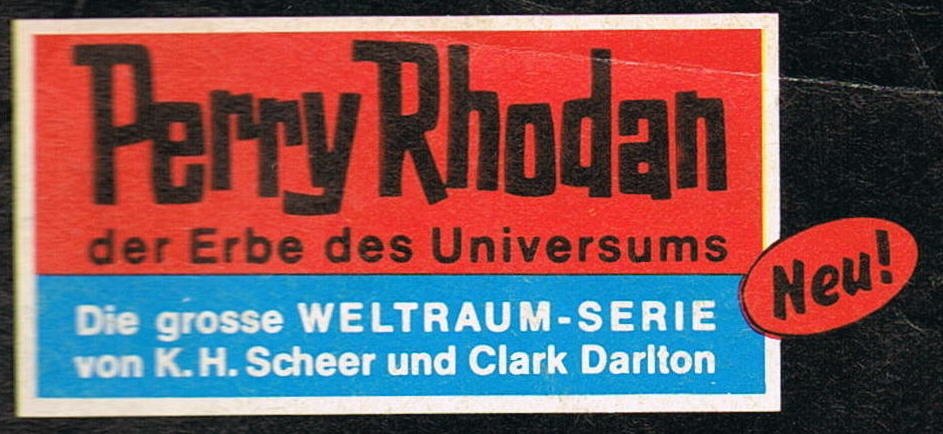
Signet eines Romanheftes aus den 1970er Jahren

Ein Romanheft oder Heftroman ist ein gehefteter Roman. Er erscheint im wöchentlichen oder zweiwöchentlichen Rhythmus im Zeitschriftenhandel und trägt somit keine ISBN. Ein Romanheft hat immer etwa 64 Seiten (Ausnahme: Romane von Hedwig Courths-Mahler und die Doppelbände der 1980er Jahre) und ist zweispaltig bedruckt. Das Papier ist von geringer Qualität und weniger stark gebleicht, nur der Umschlag ist von höherer Qualität und farbig gestaltet. Der Preis ist mit 1,60 bis 2,20 Euro auch heute noch gering.

### Taschenheft
Taschenhefte sind Romane, die mit einer Klebebindung im Format DIN B6 hergestellt wurden und deren Ausstattung ungefähr den heutigen Taschenbüchern entspricht, wobei meist deutlich dünneres Umschlagpapier verwendet wird. Dabei unterscheidet sich der Vertriebsweg von Taschenbüchern insofern, als die Taschenhefte nicht über den Buchhandel zu beziehen sind. Daher ist der Erscheinungsrhythmus, wie bei Zeitschriften üblich, mehrwöchentlich und nicht monatlich. Taschenhefte kosten um die fünf Euro und werden ebenfalls als Groschenromane bezeichnet.

## Geschichte

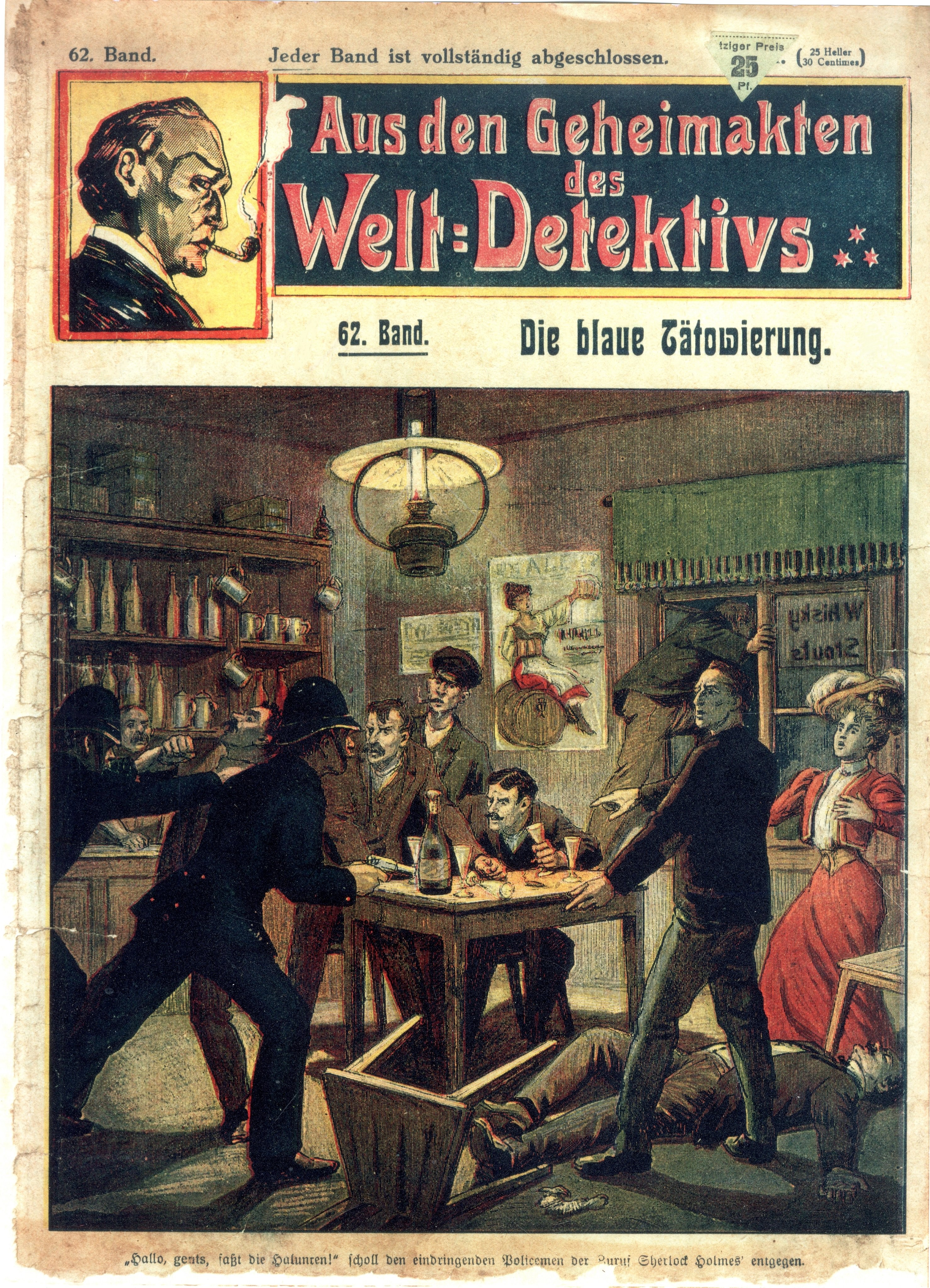
Groschenheft aus dem Verlagshaus für Volksliteratur und Kunst mit einem Titelbild von Alfred Roloff (um 1910)

Diese Art der Literatur hat sich schon früh verbreitet. Zunächst druckte man die so bezeichneten „Volksbücher“ auf billigem, manchmal löschblattartigem oder dünnem Papier und verkaufte danach das Produkt für wenig Geld auf Jahrmärkten. Diese Volksbücher boten Kindern und Erwachsenen humorvolle und lehrende, spannende und traurige Erzählungen, dienten der Erbauung ebenso wie der Unterhaltung und deckten so eine breite Themenpalette ab.
Ab Mitte des 19. Jahrhunderts lassen sich Heftromane in Form meist wöchentlich erscheinender Druckerzeugnisse auf dem Buch- und Zeitschriftenmarkt in den meisten Ländern Europas und in Nordamerika finden. In England und Nordamerika wurden sie analog zum deutschen Begriff als Penny Dreadfuls oder Dime Novel bezeichnet, in Deutschland wurden im 19. Jahrhundert auch die Begriffe Eisenbahnliteratur oder (seitens der Verlage) Conversations- und Reiseliteratur verwendet. Groschenromane erschienen zunächst im „Großformat“ (Quart), später im Oktav- oder Duodezformat. Dem Druckbogen entsprechend hatten sie einen Umfang von 24 oder 32 Seiten, später auch von 50 bis 100 Seiten. Die Hefte waren teilweise reich illustriert. Auffällig war ein farbiges Titelbild, das eine dramatische Szene darstellte und mit einer reißerischen Unterzeile versehen war. Im anglo-amerikanischen Sprachraum hat sich ferner die Bezeichnung Pulp Fiction durchgesetzt, die auf die minderwertige Papierqualität der Hefte hinweist.
Die Jahre zwischen 1905 und 1914 waren die Blütezeit des deutschen Heftromans. Weder vor dieser Zeit noch danach hat es so viele Heftromanreihen und vergleichbar hohe Auflagen gegeben. In dieser Zeit konnten sich die Heftromane mit ihren Serienhelden endgültig durchsetzen. Vor 1914 erschienen in Deutschland rund 100 Heftreihen. Dabei dominierten drei Verlage: der Verlag für Volksliteratur und Kunst (Berlin), der Dresdner Roman Verlag und der Verlag für moderne Lektüre (Berlin).
Als weitere Vorläufer der Groschenhefte können die „Collectionen“ oder „Bibliotheksreihen“ genannt werden. Geschrieben wurden und werden sie meist von Autoren, die anonym oder unter einem Pseudonym schreiben, oder auch von Schreibkollektiven nach standardisierten Vorgaben je nach Genre. Es gibt sie in den verschiedensten Themenbereichen, sogenannte Frauen- bzw. Arztromane wie z. B. „Der Bergdoktor“, „Dr. Stefan Frank“ etc., Schicksals-, Berg/Heimat-, Schlossromane, aber auch Kriminalromane, Science-Fiction, Fantasy, Horror, Der Landser oder Wildwestromane (Western). Einige dieser Romanserien besitzen eine durchgängige Storyline, die die einzelnen Romane verbindet (bspw. Perry Rhodan). Mehrere erfolgreiche Romanvorlagen wurden verfilmt (Jerry Cotton) oder gingen als Fernsehserie auf Sendung (John Sinclair).
Zu den größten Anbietern zählen der Kelter Verlag und Bastei Lübbe.

## Literarische Einordnung
Der Heftroman gehört zur Trivialliteratur, einem Genre der Stereotype und einfachen sprachlichen Mittel, was mitunter zur Abstempelung des gesamten Genres als „Schundliteratur“ führt. Die Verlage müssen aus geschäftspolitischen Gründen auf bewährte Konzepte setzen. Formen und Inhalte werden gezielt reproduziert und wenig variiert. Aufgrund des niedrigen Preises und der hohen Auflage spielt Originalität meist eine untergeordnete Rolle. Damit bei Bedarf Autoren ausgetauscht werden können, wird der Handlungsrahmen häufig in Form eines Serienexposés vorgegeben, in dem wiederkehrende Charaktere, Vorgeschichten und dramaturgische Schablonen festgelegt sind.
Heftromane erscheinen als Serien und als Reihen. Gewöhnlich steht im Mittelpunkt einer Serie ein Held, der immer wieder neue Abenteuer zu bestehen hat. Im deutschsprachigen Raum gelang es verschiedenen Serien mit diesem Konzept, Kultstatus zu erreichen. Dazu gehören die Spannungsromanklassiker Buffalo Bill, „der Held des wilden Westens“, Heinz Brandt der Fremdenlegionär, die Heftserien Rolf Torring, Nick Carter, Hans Warren, Jack Morlan, „Amerikas größter Detektiv“, Nat Pinkerton oder später die Science-Fiction-Serie Perry Rhodan, die Krimiserie um den FBI-Agenten Jerry Cotton oder die Gespenster-Krimi-Serie Geisterjäger John Sinclair. Im Liebesromanbereich erscheinen insbesondere die Arztromane als Serien (zum Beispiel Dr. Stefan Frank, Dr. Norden oder Der Bergdoktor).
Einige Reihen haben in sich abgeschlossene Geschichten zu einem bestimmten Thema, zum Beispiel als Liebesroman. Diese Romanzen folgen der immer gleichen Dramaturgie und lassen Roman für Roman zwei andere potenzielle Liebende aufeinandertreffen. Diese geraten in einen Konflikt, die Liebe scheint unwiederbringlich zerstört; der Konflikt wird jedoch gelöst, weil einer der beiden oder beide für die Liebe kämpfen, und am Ende verspricht man einander ewige Treue. Im Fürstenroman wird jede Woche eine neue Geschichte aus der Welt des Hochadels erzählt. Ein weiteres Beispiel hierfür sind die Heimatromane, die in den bayerischen oder österreichischen Bergen spielen. 
Im Themenbereich Abenteuer erscheinen neben der umstrittenen Reihe Landser hauptsächlich Westernromane. Bekannte Autoren, die zunächst mit Heftromanen ihr Geld verdienten, sind Wolfgang Hohlbein, Karl May, Stefan Wolf, Hedwig Courths-Mahler, Horst Bosetzky, Anna Basener und viele andere mehr. Auch zahlreiche anerkannte anglo-amerikanische Autoren veröffentlichten zu irgendeinem Zeitpunkt ihrer Karriere in Pulp-Magazinen, darunter beispielsweise Isaac Asimov, William S. Burroughs, Raymond Chandler, Philip K. Dick, C. S. Forester, F. Scott Fitzgerald, Robert A. Heinlein, Rudyard Kipling, Jack London, Upton Sinclair oder Tennessee Williams. Urheberrechtsfragen stellen sich, wenn Groschenromane zumindest teilweise KI-generiert werden.